# Ilyushin Il-102
Ilyushin Il-102 là một máy bay thực nghiệm do Ilyushin thiết kế để trở thành một phiên bản phản lực của loại máy bay tấn công mặt đất của chiếc Il-2 trong Chiến tranh thế giới thứ hai. Chiếc máy bay này chưa bao giờ được lựa chọn để sản xuất và chỉ một vài nguyên mẫu phát triển được chế tạo. Tất cả chúng đều được giữ tại căn cứ không quân Zhukovsky. Máy bay được trang bị 2 động cơ Tumansky I-88. Máy bay có điểm khác biệt với các loại máy bay cùng thời với nó, Il-102 có một tháp pháo nhỏ cho xạ thủ phía sau, điều này đã không còn xuất hiện trên các máy bay cường kích từ sau chiến tranh thế giới II.

## Thông số kỹ thuật

### Đặc điểm riêng
- Phi đoàn: 2
- Chiều dài: 17.75 m (58 ft 3 in)
- Sải cánh: 16.98 m (55 ft 9 in)
- Chiều cao: 5.08 m (16 ft 8 in)
- Diện tích cánh: n/a
- Trọng lượng rỗng: 13.000 kg
- Trọng lượng cất cánh: n/a
- Trọng lượng cất cánh tối đa: 22.000 kg (48.502 lb)
- Động cơ: 2× Tumansky I-88 (RD-33), 5380 kg mỗi chiếc

### Hiệu suất bay
- Vận tốc cực đại: 950 km/h (590 mph)
- Vận tốc hành trình: 850 km/h (528 mph)
- Tầm bay: 3000 km (1864 mile) (tối đa nhiên liệu), 600 km (373 mile) (tối đa tải)
- Trần bay: 10.000 m (32.800 ft)
- Vận tốc lên cao: n/a
- Lực nâng của cánh: n/a
- Lực đẩy/trọng lượng: n/a

### Vũ khí
- 1 x pháo 30mm
- 1 x pháo 23mm NR-23
- 7000 kg vũ khí

## Nội dung liên quan

### Máy bay có cùng sự phát triển
- Ilyushin Il-2

### Máy bay có cùng tính năng
- Sukhoi Su-25
- A-10 Thunderbolt II